# Furutaka (tàu tuần dương Nhật)
Furutaka (tiếng Nhật: 古鷹) là một tàu tuần dương hạng nặng của Hải quân Đế quốc Nhật Bản hoạt động trong giai đoạn từ sau Đệ Nhất thế chiến đến Đệ Nhị thế chiến, là chiếc dẫn đầu trong lớp của nó bao gồm hai chiếc. Tên của nó được đặt theo đỉnh núi Furutaka tọa lạc tại Etajima, Hiroshima, ngay phía sau Học viện Hải quân Đế quốc Nhật Bản. Nó bị đánh chìm trong Trận chiến mũi Esperance ngày 12 tháng 10 năm 1942.

## Thiết kế và chế tạo
Furutaka và chiếc tàu chị em với nó Kako thuộc thế hệ đầu tiên của những tàu tuần dương hạng nặng tốc độ cao của Hải quân Nhật; được dự tính để đối đầu cùng những chiếc tàu tuần dương trinh sát thuộc lớp Omaha của Hải quân Mỹ và lớp Hawkins của Hải quân Anh. Chúng được phát triển dựa trên thiết kế thử nghiệm được bắt đầu bởi chiếc tàu tuần dương Yūbari. Mặc dù được thiết kế để tối thiểu hóa trọng lượng và lớp vỏ giáp chỉ đủ để bảo vệ chống lại đạn pháo 150 mm (6 inch), lượng rẽ nước của con tàu lại tỏ ra quá tải trầm trọng.
Hai chiếc tàu chiến này được xem là những "tàu tuần dương trinh sát", được thiết kế để mang theo máy bay. Tuy nhiên, việc thiếu sót một máy phóng đã buộc phải phóng thủy phi cơ từ mặt nước cho đến khi chúng được cải tiến trong những năm 1932-1933.

## Lịch sử hoạt động

### Trước chiến tranh
Thoạt tiên Furutaka được phân về Hải đội Tuần dương 5 nơi nó hoạt động cho đến khi được rút về lực lượng dự bị vào tháng 12 năm 1931. Furutaka trải qua một loạt các cải tiến đáng kể trong những năm 1930. Chiếc tàu chiến được tái cấu trúc và hiện đại hóa tại Căn cứ hải quân Kure vào năm 1932-1933, nâng cấp các khẩu pháo phòng không lên kiểu 120 mm (4,7 inch), bổ sung máy phóng máy bay và một thủy phi cơ E4N2. Chiếc tàu tuần dương được cho tái hoạt động và được bố trí về Hải đội Tuần dương 6.
Đợt nâng cấp đáng kể tiếp theo diễn ra vào tháng 4 năm 1937. Các khẩu pháo 203 mm (8 inch) xẻ rãnh được trang bị trên các bệ cải tiến có góc nâng lên đến 55°, thay đổi hệ thống điều khiển hỏa lực, bổ sung thêm các vũ khí phòng không hạng nhẹ và các ống phóng ngư lôi kiểu mới ngư lôi Kiểu 93 (24 inch). Trang bị được nâng cấp để mang hai thủy phi cơ E7K2. Các nồi hơi đốt dầu mới được trang bị, đồng thời cũng được nâng cấp về động cơ. Do sự gia tăng trọng lượng của cấu trúc bên trên, một nỗ lực được thực hiện nhằm duy trì sự ổn định của con tàu bằng cách tăng thêm chiều rộng của mạn thuyền, nhưng không mấy thành công.

### Giai đoạn mở màn Chiến tranh Thái Bình Dương
Vào cuối năm 1941, Furutaka được phân về Hải đội Tuần dương 6 dưới quyền chỉ huy của Chuẩn Đô đốc Aritomo Goto trong thành phần của Hạm đội 1 cùng với các tàu tuần dương Aoba, Kako và Kinugasa. Vào thời gian diễn ra cuộc Tấn công Trân Châu Cảng, nó đang yểm trợ cho cuộc chiếm đóng đảo Guam.
Sau khi đợt tấn công thứ nhất nhắm vào Wake thất bại, Hải đội Tuần dương 6 được bố trí vào một lực lượng tấn công thứ hai mạnh mẽ hơn, và sau khi Wake thất thủ, nó quay về căn cứ tiền phương đặt tại Truk thuộc quần đảo Caroline.
Từ ngày 18 tháng 1 năm 1942, Hải đội Tuần dương 6 được phân công hỗ trợ cho cuộc đổ bộ của quân Nhật lên Rabaul thuộc New Britain và Kavieng thuộc New Ireland và tuần tra quanh khu vực quân đảo Marshall để truy đuổi bất thành hạm đội Hoa Kỳ. Trong tháng 3 và tháng 4 năm 1942, Hải đội Tuần dương 6 hỗ trợ cho Hải đội Tuần dương 18 bảo vệ cuộc đổ bộ của quân Nhật lên quần đảo Solomon và New Guinea tại Buka, Shortland, Kieta, đảo Manus, quần đảo Admiralty và Tulagi từ căn cứ tiền phương ở Rabaul. Trong khi đang ở Shortland vào ngày 6 tháng 5 năm 1942, Furutaka bị bốn máy bay ném bom Boeing B-17 Flying Fortress thuộc Không lực Mỹ tấn công nhưng không bị hư hại.

### Trận chiến biển Coral

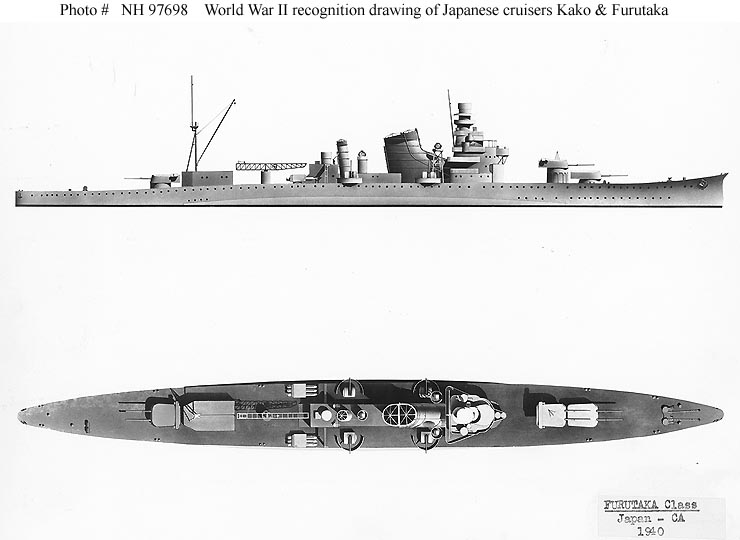
Sơ đồ Furutaka như nó hiện hữu vào giai đoạn Thế Chiến II

Trong Trận chiến biển Coral, Hải đội Tuần dương 6 khởi hành rời Shortland đi đến một điểm hẹn gặp chiếc tàu sân bay hạng nhẹ Shoho. Lúc 11 giờ 00 ngày 7 tháng 5 năm 1942, đang khi ở về phía Bắc đảo Tulagi, Shoho bị tấn công và bị đánh chìm bởi 93 máy bay ném bom bổ nhào SBD Dauntless và máy bay ném bom-ngư lôi TBD Devastator từ các tàu sân bay USS Yorktown và USS Lexington. Ngày hôm sau, 8 tháng 5 năm 1942; 46 chiếc SBD, 21 chiếc TBD và 15 chiếc Grumman F4F Wildcat xuất phát từ Yorktown và Lexington đã tấn công và gây hư hại nặng cho chiếc Shokaku, buộc nó phải rút lui. Furutaka và Kinugasa vốn không bị hư hại trong trận đánh này, đã hộ tống Shokaku quay trở về Truk.
Furutaka quay trở về Kure vào ngày 5 tháng 6 năm 1942 để sửa chữa, rồi quay trở lại Truk vào ngày 7 tháng 7 năm 1942. Trong cuộc cải tổ sâu rộng Hải quân Nhật sau thất bại của trận Midway, vào ngày 14 tháng 7 năm 1942, Furutaka được phân về Hạm đội 8 vừa mới được thành lập dưới quyền chỉ huy của Phó Đô đốc Mikawa Gunichi và được bố trí tuần tra chung quanh khu vực quần đảo Solomon, New Britain và New Ireland.

### Trận chiến đảo Savo
Ngày 7 tháng 8 năm 1942, một thủy phi cơ trinh sát Aichi E13A1 "Jake" xuất phát từ Aoba đã trông thấy một lực lượng đối phương bao gồm "một thiết giáp hạm, một tàu sân bay phối thuộc, bốn tàu tuần dương, bảy tàu khu trục và 15 tàu vận tải" ngoài khơi Lunga Point gần Tulagi.
Trong Trận chiến đảo Savo vào ngày 9 tháng 8 năm 1942, Hải đội Tuần dương 6 (bao gồm Aoba, Furutaka, Kako và Kinugasa), Chokai, các tàu tuần dương hạng nhẹ Tenryu và Yūbari và tàu khu trục Yūnagi đã đối đầu cùng lực lượng hạm đội Đồng Minh trong một trận đánh đêm bằng hải pháo và ngư lôi. Vào khoảng 23 giờ 00, Chokai, Furutaka và Kako đã tung các thủy phi cơ trinh sát của mình ra. Những chiếc máy bay này lượn vòng bên trên hạm đội Đồng Minh và thả các quả pháo sáng chiếu rõ các mục tiêu, và tất cả các tàu chiến Nhật đã khai hỏa. Các tàu tuần dương USS Astoria, USS Quincy, USS Vincennes và HMAS Canberra đã bị đánh chìm, trong khi USS Chicago cùng các tàu khu trục USS Ralph Talbot và USS Patterson bị hư hại. Bên phía Nhật Bản, Chokai bị bắn trúng ba phát, Kinugasa trúng hai phát, Aoba một phát và Furutaka hoàn toàn vô hại và quay trở về đến Kavieng vào ngày 10 tháng 8 năm 1942.
Vào cuối tháng 8, Hải đội Tuần dương 6 cùng chiếc Chokai khởi hành rời Shortland để hỗ trợ từ xa cho các đoàn tàu vận tải "Tốc hành Tokyo" đến tăng cường bổ sung cho Guadalcanal. Cùng ngày hôm đó, một chiếc PBY Catalina thuộc Phi đội VP23 "Black Cats" dũng cảm lao vào tấn công Furutaka ngay giữa lúc ban ngày nhưng bị thất bại. Furutaka di chuyển qua lại giữa Kieta và Rabaul để tiếp nhiên liệu và tiếp tế cho đến giữa tháng 9. Đến ngày 12 tháng 9, ở phía Nam New Ireland, Furutaka bị tàu ngầm Mỹ USS S-47 tấn công nhưng không thành công và không bị hư hại.

### Trận chiến mũi Esperance
Trong Trận chiến mũi Esperance diễn ra vào ngày 11 tháng 10 năm 1942, Hải đội Tuần dương 6 (bao gồm Aoba, Furutaka và Kinugasa) cùng các tàu khu trục Fubuki và Hatsuyuki rời Shortland để yểm trợ cho một đoàn tàu vận tải chở quân tăng cường cho Guadalcanal bằng cách bắn phá sân bay Henderson trên đảo này. Hai máy bay trinh sát Mỹ OS2U Kingfisher đã phát hiện ra hạm đội đang di chuyển dọc theo eo biển với vận tốc 56 km/h (30 knot).
Được báo động kịp thời, các tàu tuần dương Mỹ được trang bị radar USS San Francisco, Boise, Salt Lake City và Helena cùng năm tàu khu trục đã di chuyển vòng qua mũi cực Nam đảo Guadalcanal để phong tỏa lối vào eo biển Savo.
Lúc 22 giờ 35 phút, radar của chiếc Helena phát hiện ra hạm đội Nhật, và lực lượng Mỹ đã thành công trong việc cắt ngang chữ T hạm đội Nhật. Cả hai bên đều nổ súng, nhưng do Đô đốc Goto nghĩ rằng mình đang bị bắn nhầm từ các tàu bạn, đã ra lệnh cho toàn hải đội quay mũi 180 độ khiến toàn bộ lực lượng của ông bị phơi sườn ra trước hỏa lực các tàu chiến Mỹ. Aoba bị hư hỏng nặng, và Đô đốc Goto bị tử thương ngay trên cầu tàu. Sau khi chiếc Aoba bị đánh hỏng, Thuyền trưởng Araki trên chiếc Furutaka quay mũi con tàu của mình ra khỏi đội hình hàng tàu chiến để đối đầu với Salt Lake City. Tàu khu trục USS Duncan phóng hai quả ngư lôi về phía Furutaka nhưng đều không trúng hoặc không nổ; tuy nhiên Duncan tiếp tục nả pháo nhắm vào Furutaka cho đến khi nó bị loại khỏi vòng chiến do bị bắn trúng nhiều phát. Đến 23 giờ 54 phút, Furutaka trúng phải một quả ngư lôi làm ngập phòng máy phía trước; và trong suốt quá trình trận chiến, Furutaka bị trúng khoảng 90 phát đạn pháo, và một số trong đó đã gây phát nổ các quả ngư lôi Kiểu 93 "Long Lance", gây ra các đám cháy.
Lúc 02 giờ 28 phút ngày 12 tháng 10 năm 1942, Furutaka chìm tại tọa độ 09°02′N 159°33′Đ / 9,033°N 159,55°Đ với đuôi tàu chìm trước. Thuyền trưởng Araki cùng 514 người sống sót được cứu thoát bởi các tàu khu trục Hatsuyuki, Murakumo và Shirayuki. Ba mươi ba thành viên thủy thủ đoàn tử trận và 110 người khác sau đó được ghi nhận là mất tích. Người Mỹ vớt được 115 người trên chiếc Furutaka và trở thành tù binh chiến tranh.
Furutaka được rút khỏi danh sách Đăng bạ Hải quân vào ngày 10 tháng 11 năm 1942.

## Danh sách thuyền trưởng
- Koichi Shiozawa (sĩ quan trang bị trưởng): 15 tháng 5 năm 1925 - 31 tháng 3 năm 1926
- Koichi Shiozawa: 31 tháng 3 năm 1926 - 1 tháng 12 năm 1926
- Nobuyoshi Kikui: 1 tháng 12 năm 1926 - 15 tháng 11 năm 1927
- Yutaka Arima: 15 tháng 11 năm 1927 - 10 tháng 12 năm 1928
- Jiro Onishi: 10 tháng 12 năm 1928 - 30 tháng 11 năm 1929
- Toshiro Taijiri: 30 tháng 11 năm 1929 - 1 tháng 12 năm 1930
- Shinichiro Machida: 1 tháng 12 năm 1930 - 1 tháng 12 năm 1931
- Katsuyoshi Inoue: 1 tháng 12 năm 1931 - 1 tháng 12 năm 1932
- Chuzo Takayama: 1 tháng 12 năm 1932 - 15 tháng 11 năm 1933
- Jiro Saito: 15 tháng 11 năm 1933 - 15 tháng 11 năm 1934
- Kakuji Kakuta: 15 tháng 11 năm 1934 - 15 tháng 11 năm 1935
- Junichi Mizuno: 15 tháng 11 năm 1935 - 1 tháng 12 năm 1936
- Miki Otsuka: 1 tháng 12 năm 1936 - 1 tháng 12 năm 1937
- Saichiro Tomonari: 1 tháng 12 năm 1937 - 20 tháng 4 năm 1938
- Masao Okamura: 20 tháng 4 năm 1938 - 15 tháng 12 năm 1938
- Ko Ito: 15 tháng 12 năm 1938 - 15 tháng 11 năm 1939
- Kazutaka Shiraishi: 15 tháng 11 năm 1939 - 19 tháng 10 năm 1940
- Ko Nakagawa: 19 tháng 10 năm 1940 - 28 tháng 11 năm 1941
- Tsutau Araki: 28 tháng 11 năm 1941 - 12 tháng 10 năm 1942

### Sách
- Brown, David (1990). Warship Losses of World War Two. Naval Institute Press. ISBN 1-55750-914-X.
- D'Albas, Andrieu (1965). Death of a Navy: Japanese Naval Action in World War II. Devin-Adair Pub. ISBN 0-8159-5302-X.
- Dull, Paul S. (1978). A Battle History of the Imperial Japanese Navy, 1941-1945. Naval Institute Press. ISBN 0-87021-097-1.
- Howarth, Stephen (1983). The Fighting Ships of the Rising Sun: The drama of the Imperial Japanese Navy, 1895-1945. Atheneum. ISBN 0-68911-402-8.
- Jentsura, Hansgeorg (1976). Warships of the Imperial Japanese Navy, 1869-1945. Naval Institute Press. ISBN 0-87021-893-X.
- Lacroix, Eric (1997). Japanese Cruisers of the Pacific War. Linton Wells. Naval Institute Press. ISBN 0-87021-311-3.
- Whitley, M.J. (1995). Cruisers of World War Two: An International Encyclopedia. Naval Institute Press. ISBN 1-55750-141-6.